# عبدالرئوف دفری
عبدالرئوف دفری (انگلیسی: Abdel Raouf Dafri؛ زادهٔ ۱۳ اوت ۱۹۶۴) فیلم‌نامه‌نویس و کارگردان فیلم اهل فرانسه است.